# Kada Mardż Ujun
Dystrykt Mardż Ujun (arab. قضاء مرجعيون) – jednostka administracyjna w Libanie, należąca do muhafazy An-Nabatijja. Dystrykt zamieszkiwany jest głównie przez szyitów.

## Wybory parlamentarne
Okręg wyborczy, obejmujący dystrykty Mardż Ujun i Hasbaja, reprezentowany jest w libańskim Zgromadzeniu Narodowym przez 5 deputowanych (2 szyitów, 1 sunnitę, 1 druza i 1 prawosławnego chrześcijanina).